# Tarapoto
Tarapoto (fundada: Santa Creu dels Motilones de Tarapoto, el 20 d'agost de 1782) és una ciutat del nord-est del Perú, situada a una altitud de 250 msnm a la vora del riu Shilcayo, tributari del riu Mayo. És una de les principals ciutats turístiques i comercials de l'Amazònia peruana. Actualment té una població de gairebé 130.000 habitants segons el cens de 2007, per la qual cosa és la ciutat més poblada del departament de San Martín. La ciutat, situada al districte de Tarapoto, forma conurbació amb poblacions dels districtes La Banda de Shilcayo i Morales. És coneguda com la Ciutat de les Palmeres.

## Història
La va fundar el 20 d'agost de 1782 el bisbe espanyol Baltazar Jaime Martínez de Compagnon i Bujanda. Els inicis efectius daten de les exploracions que hi van fer els Pocras i Hanan Chancas (antigues cultures de la regió Ayacucho), que en ser conquerits per l'Imperi Inca van encapçalar una revolució comandats pel cabdill Ancohallo, revolta que, en ser derrotada, va obligar els seus membres tribals a fugir de la terrible venjança inca i a establir-se a les valls dels rius Mayo i Cumbaza, al departament de San Martín, formant, eventualment, la ciutat de Lamas. Després van establir un satèl·lit a la vall dels rius Cumbaza i Shilcayo, però tenien com a nucli central la Llacuna Suchiche (dessecada a la colònia). En aquesta llacuna abundava la palmera de nom taraputus o barriguda, nom que després faria servir el bisbe espanyol per fundar la ciutat de Tarapoto en aquest establiment de caçadors i pescadors.

## Característiques
Tarapoto s'ha convertit en una mena de plataforma per als turistes que busquen fer expedicions a la Selva amazònica. Les activitats a la regió s'orienten principalment al turisme, l'agricultura, la producció il·lícita de fulles coca i tala il·legal d'àrees forestals.
A Tarapoto hi ha l'aeroport Comandante FAP Guillermo del Castillo Paredes, el tercer més gran del Perú, que també serveix com a punt d'escala a ciutats com Iquitos o Pucallpa.
La Universidad Nacional de San Martín serveix les necessitats acadèmiques d'una població creixent. Hi ha una sèrie d'hotels i restaurants de la ciutat. Cada any, Tarapoto rep milers de turistes atrets per l'esperit d'aventura sovint o bellesa escènica.